# Harry Pickering
Harry Leslie Pickering (ur. 29 grudnia 1998 w Chester) – angielski piłkarz występujący na pozycji lewego obrońcy w Blackburn Rovers. 

## Kariera klubowa

### Crewe Alexandra
Pickering podpisał pierwszy profesjonalny kontrakt z Crewe Alexandra w marcu 2016 jako wychowanek klubu. Swój debiut zaliczył 22 kwietnia 2017 jako zmiennik w wygranym 3-0 meczu przeciwko Leyton Orient. Pierwszego gola strzelił 24 lutego 2018 z bezpośredniego rzutu wolnego w wygranym 4-1 meczu przeciwko Lincoln City na Sincil Bank.
W grudniu 2020 Pickering został wybrany kapitanem Crewe podczas nieobecności zawieszonego Perry'ego Ng – ówczesnego kapitana klubu.
1 lutego 2021 ogłoszony został transfer Pickeringa do Blackburn Rovers za nieujawnioną kwotę, piłkarz pozostał jednak w Crewe na zasadzie wypożyczenia do końca sezonu.

### Blackburn Rovers
Pickering przeniósł się do Blackburn Rovers na sezon 2021–22, podpisując wcześniej 4,5-letni kontrakt z klubem. Swój debiut w EFL Championship zaliczył 7 sierpnia 2021, w wygranym 2-1 meczu przeciwko Swansea City. Pierwszego gola dla Blackburn strzelił 11 września, w meczu przeciwko Luton Town zakończonym remisem 2-2. 
19 sierpnia 2023 Pickering został po raz pierwszy w swojej karierze ukarany czerwoną kartką za przewinienie na napastniku Hull City Liamie Delapie w przegranym 1-2 meczu na Ewood Park.